# Roger Lindberg

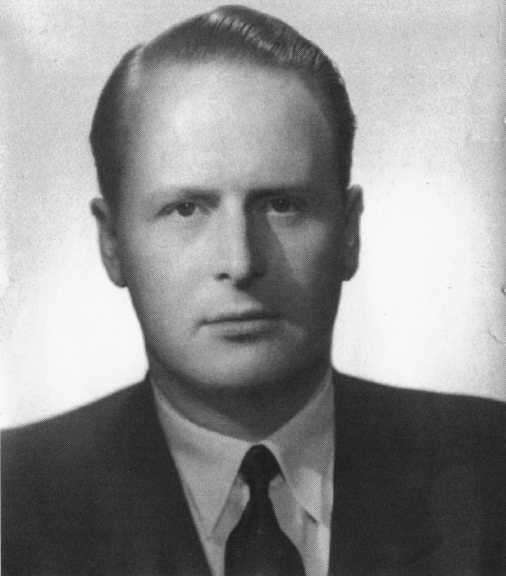
Roger Lindberg år 1941.

Roger Gustaf Lindberg, född 20 september 1915 i Helsingfors, död där 14 november 2003, var en finländsk företagsledare.
Lindberg var från 1940 ledare för Musiikki-Fazer, som hade grundats av hans morfar Konrad Georg Fazer. Han var en av de mest inflytelserika gestalterna i landets musikliv, som medlem av direktionen för Teosto 1941–1991, direktionen för Sibelius-Akademin 1947–1981 (1954–1961 som ordförande) och som styrelsemedlem i Sibelius-Samfundet 1975–1988. Lindberg hörde till grundarna av Stiftelsen för främjande av skapande tonkonst. På det internationella planet märks hans verksamhet inom International Federation of the Phonographic Industry. 
Av särskild betydelse var hans insatser till förmån för Finlands nationalopera, i vars styrelse han inträdde 1965 för att vara ordförande 1969–1991, den period då bygget av ett nytt operahus förbereddes och drevs igenom, en framgång som han kombinerade med den kvalitativt högtstående operaboom som inleddes i Finland på 1970-talet. Som chef för en konsertbyrå blev han nära vän med många ledande internationella artister.
Lindberg erhöll titeln kommerseråd 1966 och utnämndes 1997 till hedersdoktor vid Sibelius-Akademin.
Roger Lindberg var gift sedan 1946 med antikhandlare Brita Lindberg f. Tenström (1918–2019).

## Utmärkelser
- Kommendörstecknet av I klass av Finlands Lejons orden[1]
- Kommendör av Nordstjärneorden[1]
- Tyska örnens orden[1]
- Förtjänstkors 1:a klass av Förbundsrepubliken Tysklands förtjänstorden[1]
- Finlands Röda Kors’ förtjänstmedalj i brons[1]
- Finlands Olympiska förtjänstkors av 2 klass[1]
- Vinterkrigets minnesmedalj[1]
- Riddartecknet av I klass av Finlands Vita Ros’ orden[1]
- Riddare av Dannebrogorden[1]

[Redigera Wikidata]